# 小街镇 (文山市)
小街镇，是中华人民共和国云南省文山壮族苗族自治州文山市下辖的一个乡镇级行政单位。

## 行政区划
小街镇下辖以下地区：
小街村、者底村、石灰窑村、老君山村、朵白库村、白石岩村、麻栗寨村和腰店村。